# 大安吉日が永すぎて
『大安吉日が永すぎて』（たいあんきちじつがながすぎて）は、1998年1月27日から同年3月3日まで名古屋テレビの『ドラマランド11』枠で放送されたテレビドラマ。同枠放送ドラマの第9弾。全5回。

## あらすじ
女子大生の華子は、卒業まであと3か月というのにいまだに就職が決まっていない。その上恋人の次郎にも振られ、諦められずに次郎の結婚式場に押しかけるが、式場スタッフに取り押さえられる。そこに現れた結婚式場のプロデュース業を営む寛に見込まれ、華子は彼の仕事を手伝うことになる。

## キャスト
- 七尾華子 - 大河内奈々子
- 神田川寛 - 合田雅吏
- 次郎 - 甲本雅裕
- 永田竜司
- 春木みさよ

| 名古屋テレビ 火曜23:25枠（『ドラマランド11』） | 名古屋テレビ 火曜23:25枠（『ドラマランド11』） | 名古屋テレビ 火曜23:25枠（『ドラマランド11』）    |
| 前番組                                         | 番組名                                         | 次番組                                            |
| ---------------------------------------------- | ---------------------------------------------- | ------------------------------------------------- |
| ゴールデンロマンスを私に （23:25 - 23:55）     | 大安吉日が永すぎて （1998年1月 - 1998年3月）   | だっちゅーに! （23:25 - 23:55、1998年4月7日から） |